# Володимирівська сільська рада (Таращанський район)
| Володимирівська сільська рада — колишній орган місцевого самоврядування у Таращанському районі Київської області з адміністративним центром у с. Володимирівка. Сільській раді були підпорядковані населені пункти: - с. Володимирівка - с. Червоні Яри |

## Склад ради
Рада складалася з 12 депутатів та голови.

### Керівний склад ради
| ПІБ                       | Основні відомості                                                         | Дата обрання | Дата звільнення |
| ------------------------- | ------------------------------------------------------------------------- | ------------ | --------------- |
| Сухомлин Віктор Іванович  | Сільський голова, 1959 року народження, освіта, безпартійний              | 26.03.2006   | 31.10.2010      |
| Сухомлин Віктор Іванович  | Сільський голова, 1959 року народження, освіта вища, член Партії регіонів | 31.10.2010   | 25.10.2015      |
| Хомейко Тетяна Миколаївна | Сільський голова, 1973 року народження, освіта вища, безпартійна          | 25.10.2015   |                 |

Примітка: таблиця складена за даними джерела